# Stoomtram

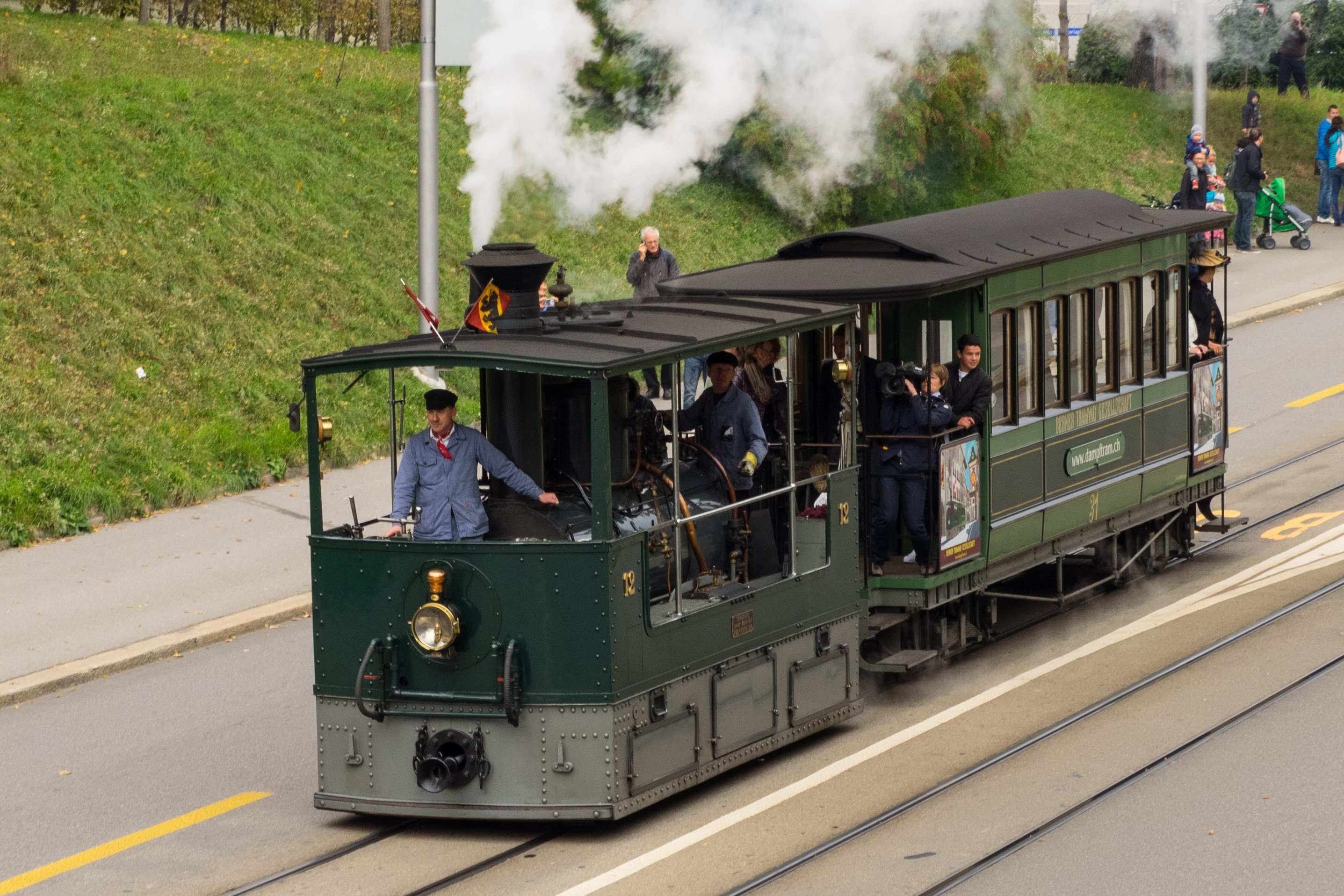
Historische stoomtram in Bern.

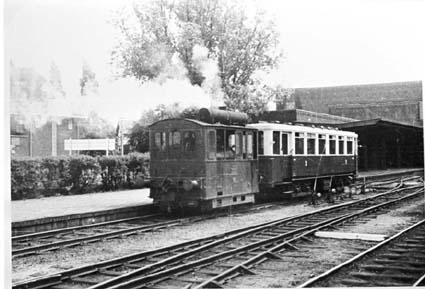
Gooische Stoomtram te Naarden-Bussum, omstreeks 1940.

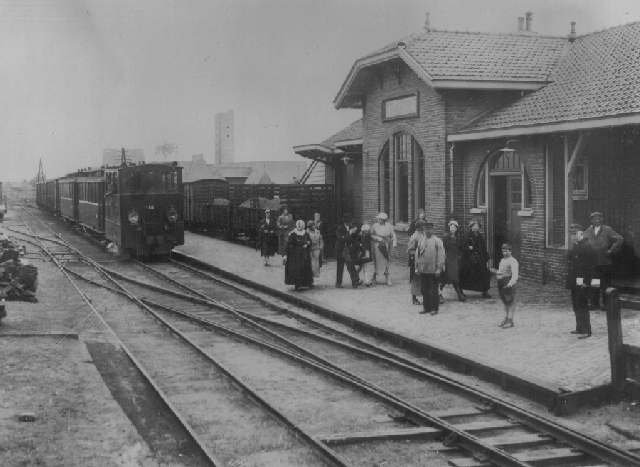
Station Zwolle Veerallee van de Stoomtram Zwolle – Blokzijl in 1934.

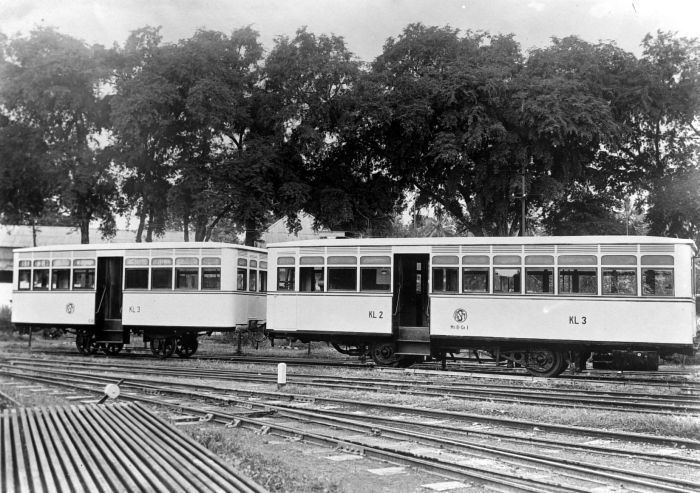
Tramwagen van de Probolinggo Stoomtram Maatschappij op Java (1915-1940).

Een stoomtram is een tram die wordt voortbewogen door een stoommachine. Dit gebeurde meestal door een of meerdere tramrijtuigen achter een stoomlocomotief te zetten. Zeldzamer waren trams met een ingebouwde stoommachine. Na de opkomst van de spoorwegen vanaf halverwege de 19e eeuw werden alleen tussen de belangrijkste steden spoorlijnen aangelegd. Om ook naar kleinere plaatsen een betaalbare verbinding te kunnen aanleggen, werd een lichtere vorm van transport ontwikkeld. Dit werd de stoomtram. In veel landen was en is er speciale wetgeving. Hierbij behoeft de stoomtram (en sinds eind 19e eeuw ook de elektrische tram) aan minder zware eisen te voldoen dan de spoorwegen, maar aan de andere kant waren er beperkingen wat betreft gewicht en snelheid.

## Vroege bedrijven
Stoomtrams waren in Noord-Amerika nooit erg populair. Desondanks reden er in 1860 enkele door de straten van Philadelphia. Eind 1873 ging een stroomtram proefrijden in Londen, drie jaar later maakte ook Parijs kennis met de stoomtram en in 1879 begon het tijdperk van de stoomtram in Sydney.
In Nederland reed de eerste stoomtram proef in 1878 te Scheveningen, en de eerste lijn opende in 1879 tussen Den Haag Staatsspoor en Scheveningen. Daarmee had Den Haag zowel de eerste paardentram als de eerste stoomtram in Nederland. De eerste stoomtramlijn in België werd in 1885 geopend. (Oostende – Middelkerke; dit is niet een deel van de huidige Kusttram-lijn)

## Nog steeds in bedrijf
- In de gehele wereld is er nog één stoomtrambedrijf min of meer als vanouds in bedrijf. Dat is de Chiemsee-Bahn (de:Chiemsee-Bahn) in Zuid-Duitsland.